# Ryūtarō Hashimoto
Ryūtarō Hashimoto (en japonès 橋本 龍太郎, Hashimoto Ryūtarō) (29 de juliol de 1937 - 1 de juliol de 2006) va ser un polític japonès que va exercir com a Primer Ministre del Japó entre 1996 i 1998.
En 1996, el president del Japó Tomiichi Murayama va dimitir i el tripartit de Partit Liberal Democràtic del Japó (PLD), Nou Partit Pioner (NPP) i Partit Socialdemòcrata (PSD) va seguir governant encapçalat per Hashimoto, el president del PLD. Les eleccions generals a la Cambra de Representants no s'haurien d'haver fet d'acord amb els terminis habituals fins al juliol de 1997 però Hashimoto va dissoldre la cambra i convocar noves eleccions. Aquesta decisió de convocar eleccions anticipades era àmpliament esperada, ja que el Primer Ministre Hashimoto, en el càrrec des del gener de 1996, estava en un pic de popularitat i, a més, s'esperava una controvertida pujada d'impostos per a l'abril de 1997.